# Желивский монастырь
Желивский монастырь (чеш. Želivský klášter) — католический монастырь в чешском селении Желив округа Пельгржимов края Высочина. Монастырь относится к старейшим монастырям ордена монахов-премонстрантов.

## История монастыря
Монастырь был заложен в 1139 году князем Чехии Собеславом I, который дал ему библейское название Siloe. Монастырь был основан как ответвление бенедиктинского Сазавского монастыря, однако уже в 1149 году по инициативе епископа Оломоуцкого Йиндржиха Здика монастырь был передан монахам-премонстрантам из рейнского монастыря Штейнфельд. Дальнейшее процветание монастыря привело к основанию его ответвлений в Австрии. В 1187 году жилевскими монахами был основан мужской Милевский монастырь, а в 1183 году были основаны женские монастыри в Лоунёвице и Долни-Коунице.
Монастырь несколько раз повреждался пожарами, после которых ремонтировался и обновлялся. Впервые монастырь серьёзно погорел в 1375 году и после восстановления ещё дважды был сожжён гуситами в 1420 и 1424 годах. После гуситских войн имущество монастыря перешло в собственность местных дворян. В 1467 году монастырь перешёл в собственность Чаславского гетмана Буриана Трчка из Липе. Его семья в дальнейшем перестроила западную часть монастыря в т. н. Трчковский замок (Trčkovský hrad). Монастырское поселение было в 1590 году восстановлено страговским аббатом Яном Логелом, который в 1622 году выкупил Желив у Марии Трчкове.
В 1643 году Желивский монастырь был восстановлен как самостоятельный и независимый монастырь. В 1645—1646 годах он был сильно повреждён шведами, а в 1680 году была начата масштабная перестройка монастыря.
В 1712 году монастырь вновь выгорел и в 1713—1720 годах был реконструирован под руководством известного архитектора Яна Сантини в барочно-готическом стиле. Следующий пожар монастырь перенёс в 1907 году, после чего был вновь восстановлен.
В 1950 году монастырь был закрыт коммунистами и в течение следующих четырёх лет служил в качестве лагеря, в котором содержалось более 400 интернированных чешских священнослужителей, среди которых были будущий кардинал Франтишек Томашек, будущий архиепископ Карел Отченачек и другие. После 1954 года здесь был филиал психиатрической больницы Гавличкува-Брода. За всё это время здания монастыря сильно обветшали. В 1990 году монастырь был восстановлен и отремонтирован.
8 февраля 2010 года Желивский монастырь был включён в список национальных культурных памятников. В 2011 году здесь был открыт памятник жертвам коммунистического режима.